# J.Y. Pillay
J.Y. Pillay (ur. 30 marca 1934 w Kelang) – singapurski urzędnik państwowy i polityk, w 2017 pełniący obowiązki prezydenta Singapuru.

## Życiorys
Urodził się w 1934 roku. Jest pochodzenia hinduskiego.
Przez wiele lat był urzędnikiem państwowym różnych szczebli. Jako przewodniczący rady doradców prezydenckich kilkukrotnie tymczasowo pełnił obowiązki prezydenta Tony’ego Tan Keng Yama, a wcześniej S.R. Nathana, gdy ci odbywali zagraniczne wizyty.
1 września 2017 tymczasowo objął urząd Prezydenta Singapuru zastępując na stanowisku Tony’ego Tan Keng Yama, do czasu wyboru nowego prezydenta, co nastąpiło 14 września, gdy prezydentem została Halimah Yacob.